# Paško Rakić
Paško Rakić (Ruma, 15. мај 1933), prema engleskom Pasko Rakič (engl. Pasko Rakic), jugoslovensko-američki je naučnik.
Inostrani član Srpske akademije nauke i umetnosti Odeljenje medicinskih nauka od 12. 12. 1985.

## Biografija
Studirao je na Univerzitetu u Beogradu, gdje je diplomirao 1959. godine.Tu se zaposlio i proveo deset godina.
Nakon toga je otišao predavati u SAD, u Boston. Ovdje je proveo osam godina. Predavao je neuropatologiju na Univerzitetu Harvard.
Nakon Harvarda, otišao je u Nju Hejven, gdje je na Jejlu predavao neuroanatomiju i neurobiologiju.
Godine 1990. postao je dopisni član HAZU, a Univerzitet u Zagrebu mu je 1997. dodijelilo počasni doktorat.
Među njegovim poznatim otkrićima i doprinosima je prvi opis neurogeneze u subventrikularnoj zoni.

## Članstvo u akademijama
Nacionalna akademija nauka SAD (1985); Američka akademija umetnosti i nauka (1994); HAZU (1990); Academia Europea (2014); Kraljevsko društvo Londona (2016).

## Nagrade
- Bristol—Mejersova skvib nagrada
- Kavlijeva nagrada za neuronauku

Počasni doktorati: Doctor Honoris Causa, Univerzitet „Albert Sent Đerđi” Segedin; Doctor Honoris Causa, Univerzitet u Buenos Ajresu (2011).

## Spoljašnje veze
- HAZU Paško Rakić — Biografija
- Paško Rakić :: Detalji naučnika Архивирано на веб-сајту  (24. јун 2007)
- Rakic Lab Home
- Nacional — Paško Rakić, strastveni istraživač tajanstvenih neurona
- CONNECT::Portal[мртва веза]
- Perpetuum Lab — Portal studenata medicine — Paško Rakić primio Kavlijevu nagradu, 14. septembra 2008.